# Paprika Korps
Paprika Korps — музыкальный коллектив из Польши, играющий в стилях регги и хеви регги. Был создан в 1995 году в Ополе‚ на данный момент является самым успешным польским коллективом, который приобрёл известность за границей. Группа часто гастролирует по Европе, помимо Польши она не раз давала концерты в Белоруссии, Бельгии, Боснии и Герцеговине, Германии, Голландии, Латвии, Литве, Эстонии Норвегии, России, Словении, Финляндии, Франции, Хорватии и Чехии.

## Участники
- Пётр Маслянка (пол. Piotr Maślanka) — клавишные, вокал, мелодика.
- Марцин Матляк (пол. Marcin Matlak) — гитара, вокал.
- Лукаш Русинек (пол. Łukasz Rusinek) — гитара.
- Томаш Кравчук (пол. Tomasz Krawczyk) — бас-гитара.
- Александр Желизняк (пол. Aleksander Żeliźniak) — ударные.
- Якуб Лукашевский (пол. Jakub Łukaszewski) — звукорежиссура.

## Дискография
- 1997 — неизданное демо.
- 1999 — Kolejny Krok (рус. Очередной шаг) (переиздан на компакт-диске в 2005 году).
- 2001 — Przede Wszystkim Muzyki (рус. Прежде всего музыка).
- 2004 — Telewizor (рус. Телевизор).
- 2006 — Koncert w Tampere (live) (рус. Концерт в Тампере).
- 2007 — Magnetofon (рус. Магнитофон).
- 2010 — Metalchem (рус. Метальчем).